# Cabeça Gorda
Cabeça Gorda é uma povoação portuguesa sede da Freguesia de Cabeça Gorda do Município de Beja, freguesia com 78,16 km² de área e 1125 habitantes (censo de 2021), tendo, por isso, uma densidade populacional de 14,4 hab./km².
Foi criada com lugares da freguesia de Salvada.

## Demografia
A população registada nos censos foi:
| Distribuição da População por Grupos Etários | Distribuição da População por Grupos Etários | Distribuição da População por Grupos Etários | Distribuição da População por Grupos Etários | Distribuição da População por Grupos Etários |
| -------------------------------------------- | -------------------------------------------- | -------------------------------------------- | -------------------------------------------- | -------------------------------------------- |
| Ano                                          | 0-14 Anos                                    | 15-24 Anos                                   | 25-64 Anos                                   | > 65 Anos                                    |
| 2001                                         | 230                                          | 208                                          | 788                                          | 345                                          |
| 2011                                         | 184                                          | 128                                          | 724                                          | 350                                          |
| 2021                                         | 129                                          | 108                                          | 563                                          | 325                                          |

## História
A freguesia de Cabeça Gorda é um das freguesias mais recentes do município de Beja tendo nascido em 1901. Até esta data, o território que hoje constitui fazia parte da Freguesia da Salvada.
Existem relatos que referem que a aldeia de Cabeça Gorda é muito mais antiga, no entanto, apenas foi transformada em sede de freguesia no século XX, sendo possível precisar com segurança a data da sua criação.
Segundo  dados históricos, pode-se situar temporalmente a aldeia da Cabeça Gorda muito antes do nascimento de Portugal, sendo que, parece provável, as aldeias da Cabeça Gorda e da Salvada tenham tido a sua origem na época da ocupação árabe que teve início no ano 702 d.C.
A freguesia foi criada com a designação de Nossa Senhora da Conceição da Rocha, embora seja conhecida por Cabeça Gorda. Pensa-se que esta designação popular, certamente muito mais antiga do que a oficial, e que acabou por se generalizar ao ponto daquela ser praticamente desconhecida, teve a sua origem numa toponíma geográfica designada por "cabeço" (monte) e o adjetivo "gorda" indicaria a grande largura dessa elevação. A designação Cabeça Gorda significa assim "monte grande" ou grande elevação.
De facto pode-se constatar que a aldeia da Cabeça Gorda está situada no ponto mais alto da região, sendo que terá sido a partir da observação desde facto que nasceu o nome da aldeia.

## Brasão de armas
Escudo de prata, monte de verde encimado por crus da Ordem de Santiago, de vermelho. À dextra e sinistra desta, um crescente de cor verde. Coroa mural de prata com três torres abertas. Listel branco com a legenda, a negro, "Cabeça Gorda". O monte verde consta como elemento falante representando o nome de Cabeça Gorda; sobre o monte verde, e em memória à transição entre o domínio Muçulmano e o verde, do Islão. Sobre o monte verde, ao centro do escudo, a cruz, simbolizando, nomeadamente do duque de Beja.

## Turismo
Situada 12 quilómetros a sul de Beja, é uma das freguesias mais jovem do município. O turismo é considerado um setor chave para a reabilitação económica do território e que dá a conhecer a autenticidade dos recursos na cultura, no artesanato, na gastronomia, no alojamento, no património material e imaterial e até numa famosa rota de peregrinação (Caminho de Santiago).
Trata-se de um local que convida à comunhão com a Natureza, numa floresta de 320 hectares, maioritariamente de montado. Podem ainda ser realizados vários percursos pedestres, passeios equestres, birdwatching, observação de veados, passeio de BTT, passeio de mota, etc

## Património
- Igreja Matriz de Cabeça Gorda